# De Zwarte Kat (buurtschap)
De Zwarte Kat is een buurtschap in de gemeente Amstelveen, in de Nederlandse provincie Noord-Holland. Zij is gelegen aan de westzijde van de Amstel tussen Ouderkerk aan de Amstel en Nes aan de Amstel.
Vroeger heette de buurtschap Weteringbrug. Er was een vaart die naar het westen voerde, de Simon Koolenvaart, en de Amsteldijk ging daar met een brug overheen. Er was een café gevestigd, dat in 1646 in handen kwam van Gerrit Willemsz. Kat en naar hem "De Kat" genoemd werd. Het café had een gevelsteen die een zwarte kat toonde waaronder stond: In de Kat. Later werd de buurtschap naar die zwarte kat genoemd. In 1940 sloot het café.
Na de oorlog maakte het café een doorstart enkele huizen verderop. Op 19 november 2017 sloot het café voorgoed de deuren.

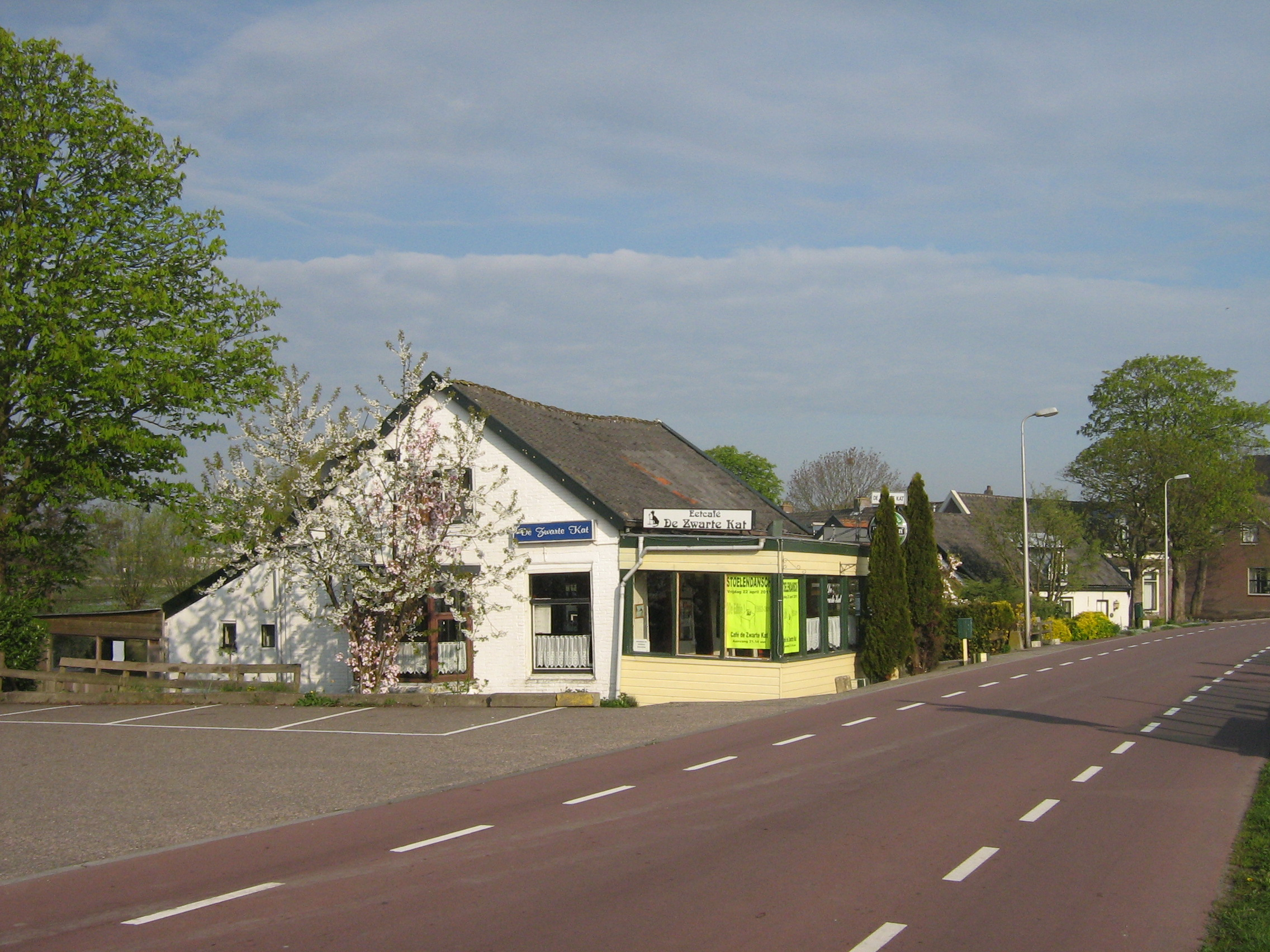
Café De Zwarte Kat in 2011

Amstelveen · Bovenkerk · Nes aan de Amstel · Ouderkerk aan de Amstel (deels) · De Zwarte Kat
Noord-Holland: Steden en dorpen      Nederland: Provincies · Gemeenten